# Glomus pansihalos
Glomus pansihalos är en svampart som beskrevs av S.M. Berch & Koske 1986. Glomus pansihalos ingår i släktet Glomus och familjen Glomeraceae.   Inga underarter finns listade i Catalogue of Life.